# Franco Foda
Franco Foda (Mainz, 23 de abril de 1966) es un entrenador y exjugador de fútbol alemán. Actualmente dirige a la selección de Kosovo.

## Carrera como entrenador

### SK Sturm Graz
Franco Foda comenzó su carrera como entrenador asistente en el SK Sturm Graz de Austria, luego de unos meses fue contratado como primer entrenador interino hasta junio de 2003, después fue contratado para entrenar las inferiores del club, hasta que el 1 de junio de 2006 fue contratado entrenador del primer equipo. Durante su paso por el club logró ganar la Bundesliga 2010-11, la Súpercopa austríaca de 2009 y la Copa Austriaca de 2009-10. Sin embargo, terminó siendo despedido el 12 de abril de 2012 después de que el club fuera eliminado de la Copa austríaca.
El 30 de septiembre de 2014 regresó al club manteniendo un contrato hasta septiembre de 2017.

### FC Kaiserslautern
El 22 de mayo de 2012, Foda fue anunciado nuevo entrenador del FC Kaiserslautern, que acababa de descender a la segunda división. Cuyo objetivo era lograr a ascender a la primera división, pero finalmente el 29 de agosto de 2013, fue despedido tras una racha de malos resultados.

### Selección de Austria
A fines de octubre de 2017, se anunció que Foda se convertiría en el nuevo entrenador de la Selección de fútbol de Austria, a partir de enero de 2018.Comenzó debutando el 14 de noviembre en un amistoso que vencieron 2-1 a Uruguay. Foda renunció al cargo en marzo de 2022, luego de que no se clasificaran para la Copa Mundial de la FIFA 2022 después de la derrota ante Gales en Cardiff.

### FC Zürich
El 8 de junio de 2022, fue anunciado como el nuevo entrenador del campeón suizo FC Zürich, reemplazando a André Breitenreiter. Sin embargo, fue despedido el 21 de septiembre tras los malos resultados conseguidos.

### Selección de Kosovo
El 17 de febrero de 2024, fue oficializado como entrenador de la Selección de fútbol de Kosovo.

## Clubes

### Como entrenador
- Datos actualizados al último partido dirigido el 21 de septiembre de 2022.

| Club                       | País     | Año         | PJ  | PG  | PE  | PP  | Rendimiento |
| -------------------------- | -------- | ----------- | --- | --- | --- | --- | ----------- |
| SK Sturm Graz (Interino)   | Austria  | 2002-2003   | 33  | 13  | 4   | 16  | 43.43%      |
| SK Sturm Graz (Inferiores) | Austria  | 2003-2006   | 93  | 34  | 24  | 35  | 45.16%      |
| SK Sturm Graz              | Austria  | 2006-2012   | 258 | 117 | 65  | 76  | 53.75%      |
| FC Kaiserslautern          | Alemania | 2012-2013   | 44  | 20  | 13  | 11  | 64.76%      |
| SK Sturm Graz              | Austria  | 2014-2017   | 141 | 71  | 28  | 42  | 56.97%      |
| Selección de Austria       | Austria  | 2017-2022   | 47  | 26  | 6   | 15  | 59.57%      |
| FC Zürich                  | Suiza    | 2022        | 19  | 5   | 4   | 10  | 33.33%      |
| Selección de Kosovo        | Kosovo   | 2024 - Act. |     |     |     |     |             |
| Total                      | Total    | Total       | 634 | 286 | 143 | 205 | 52.63%      |

## Palmarés

### Como entrenador

#### Campeonatos nacionales
| Título          | Club       | País    | Año     |
| --------------- | ---------- | ------- | ------- |
| Copa de Austria | Sturm Graz | Austria | 2019-10 |
| Bundesliga      | Sturm Graz | Austria | 2010-11 |